# Mathieu Deldicque
Mathieu Deldicque (* 6. Mai 1987 in Douarnenez) ist ein französischer Kunsthistoriker, Konservator und Museumsleiter.

## Werdegang
2008 begann er ein Studium an der École nationale des chartes (Concours A), das er 2011 mit dem Diplom und einer Arbeit über die Kunst im Auftrag des Admirals Louis Malet de Graville (1438–1516) abschloss. Seine weitere Ausbildung erfolgte am Institut national du patrimoine, das er 2013 als Museumskonservator verließ. Während seiner Ausbildung absolvierte er Praktika und Gastaufenthalte im British Museum, im Louvre-Lens, in der Domaine de Chantilly und am Art Institute of Chicago. Die Promotion in Kunstgeschichte schloss thematisch an die Diplomarbeit an und erfolgte 2018 an der Université de Picardie Jules Verne. Ab 2013 arbeitete er im französischen Kulturministerium in einer Abteilung zur Betreuung der Museen („Service des Musées de France“) in französischen Schlössern. 2015 wurde er Konservator im Musée Condé auf Schloss Chantilly. 2022 trat er dort die Nachfolge von Nicole Garnier-Pelle als Leitung des Museums an. 2023 war er Resident der französisch-amerikanischen Kulturförderung Villa Albertine.

## Veröffentlichungen (Auswahl)
- La Lamentation d’Albi. Un chef d’œuvre flamand redécouvert. Snoeck, Gent 2013.
- L’enluminure à Paris à la fin du XVe siècle. Maître François, le Maître de Jacques de Besançon et Jacques de Besançon identifiés? In: Revue de l’art. Band 183, 2014, S. 9–18.
- Bellini, Michel-Ange, Le Parmesan. L’épanouissement du dessin à la Renaissance. Ausstellungskatalog. Faton, Dijon 2017.
- Les traductions manuscrites en français pour François 1er. In: Sandra Hindman, Elliot Adam (Hrsg.): Au prisme du manuscrit. Regards sur la littérature française du Moyen Âge (1300–1550). Turnhout, Brepols 2019, S. 109–137.
- Raphaël à Chantilly. Maître et ses élèves (= Les carnets de Chantilly. Band 10). Ausstellungskatalog. Dijon 2020.

- Le dernier commanditaire du Moyen âge. L’amiral de Graville, vers 1440–1516. Presses universitaires du Septentrion, Villeneuve-d’Ascq 2021.
- (Hrsg.): Le trait de la séduction. Dessins de l’École de Fontainebleau (= Les carnets de Chantilly. Band 12). Ausstellungskatalog. Faton, Dijon 2021.
- mit Caroline Vrand (Hrsg.): Albrecht Dürer – gravure et renaissance. Ausstellungskatalog. Paris 2022.
- mit Nicole Garnier-Pelle (Hrsg.): Ingres – l’artiste et ses princes. Ausstellungskatalog. Paris 2023.
- mit Maxence Hermant, Sophie Lagabrielle, Séverine Lepape (Hrsg.): Les arts en France sous Charles VII, 1422–1461. Ausstellungskatalog. Paris 2024.
- (Hrsg.): Les Très Riches Heures du duc de Berry. Ausstellungskatalog. Paris 2025.